# Sclerotium rhizodes
Sclerotium rhizodes är en svampart som beskrevs av Auersw. 1849. Sclerotium rhizodes ingår i släktet Sclerotium och riket svampar.   Inga underarter finns listade i Catalogue of Life.